# Bratislao II de Bohemia
Bratislao II (en checo: Vratislav II.) (m. 14 de enero de 1092), el hijo de Bretislao I y Judit de Schweinfurt, fue el primer rey de Bohemia el 15 de junio de 1085, su título real fue concedido como honorífico vitalicio por parte del emperador del Sacro Imperio, Enrique IV que no estableció una monarquía hereditaria. Antes de su elevación a la dignidad real, Bratislao había gobernado Bohemia como duque desde 1061.
A la muerte de su padre en 1055, Bratislao se convirtió en duque de Olomouc, mientras que su hermano mayor se convirtió en duque de Bohemia como Spytihněv II. Se enemistó con su hermano y fue exiliado a Hungría. Bratislao recuperó el trono ducal de Olomouc con ayuda húngara y con el tiempo se reconcilió con su hermano, y después le sucedió como duque de Bohemia, cuando murió en 1061.

## Campañas de Enrique IV
Tanto el papa Alejandro II como el papa Gregorio VII confirmaron a Bratislao en su privilegio de lucir la mitra y la túnica que sus predecesores tuvieron. A pesar de esto, Bratislao apoyó a Enrique en la Querella de las Investiduras contra los papas y las rebeliones en Sajonia que dominaron su largo reinado. Estas acciones negarían el significado de la mitra.
Bratislao estuvo a menudo enemistado con su hermano Jaromir, el obispo de Praga. Jaromir, por su paete, ignoró la creación de la nueva diócesis morava de Olomouc por Bratislao en 1063. Jaromir incluso llegó a tomar de nuevo, por las armas, las reliquias trasladadas desde Praga a Moravia. A pesar del apoyo papal a la nueva sede de Bratislao, el duque bohemio no se apartó de su lealtad al emperador.
Los sajones se rebelaron bajo el duque Magnus de Sajonia y Otón de Nordheim, duque de Baviera, en 1070 y Boleslao de Polonia atacó Bohemia en 1071. En agosto de 1073, Enrique respondió invadiendo Polonia, pero una nueva rebelión sajona le llevó de vuelta en 1075. Bratislao se unió a él, y derrotaron a los rebeldes el 9 de junio en la primera batalla de Langensalza. Las tropas bohemias mostraron gran valor. Enrique llevó entonces a Jaromir a Alemania para ser su consejero bajo el nombre de Gerardo y Bratislao se vio muy aliviado.
Bratislao participó también en las guerras contra los antirreyes que se opusieron al gobierno de Enrique y eran elegidos por una facción de la nobleza para reemplazarlo. En la batalla de Flarchheim, sólo gracias a la ayuda del contingente de Bratislao pudo el ejército imperial vencer a los rebeldes del pretendiente aprobado por el Papa, Rodolfo de Rheinfelden, duque de Suabia. Bratislao incluso logró hacerse con la lanza dorada de Rodolfo. A partir de entonces, la lanza dorada fue llevada frente a Bratislao en ceremonias de estado.

## Relaciones con el papado
Bratislao reunió un ejército para servir en la campaña italiana de Enrique en 1081. En 1083, Bratislao y sus bohemios estaban con Enrique cuando entraron en la misma Roma.
A pesar de sus servicios al emperador excomulgado, Bratislao mantuvo buenas relaciones con el papado. A pesar de todo, Gregorio rechazó darle a Bratislao permiso para usar la liturgia eslava. Sin embargo, Bratislao nunca unió su destino al del antipapa de Enrique, Clemente III.

## Expansionismo

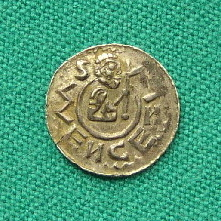
Denario de Bratislao II.

Bratislao ansiaba las marcas, en gran medida eslavas, de Meissen y Lusacia, pero, a pesar de las promesas de Enrique y el éxito bohemio contra los margraves rebeldes, nunca las recibió. Tuvo Baja Lusacia entre 1075 y 1086, pero en 1088, con la insurrección de Egberto II de Meissen, Enrique entregó la región a Enrique de la Marca Oriental. A partir de entonces, Bratislao se tornó más frío en relación con las aventuras militares de Enrique. Nunca cambió de lealtad, pero se abstuvo de volver a dar apoyo marcial al emperador.

## Asuntos internos
Era una tradición přemyslida que Moravia fuera confiada a los hermanos menores del príncipe gobernante. En el caso de Bratislao, sus dos hermanos menores, Conrado y Otón heredaron Brno y Olomouc y el menor de todos, Jaromír, entró en la iglesia. Sin embargo, hubo enemistades entre los hermanos. Fue entonces cuando Bratislao fundó la diócesis de Olomouc, dependiente del arzobispado de Maguncia, para contrarrestar la autoridad de Otón dentro de su provincia. Tanto el papa como el emperador mediaron en el conflicto, que fue resuelto en parte con el nombramiento de Enrique de Jaromir como canciller en 1077. En abril de 1085, una reichstag reunida en Maguncia suprimió la sede morava, pero más tarde Bratislao la volvió a refundar. Jaromir protestó en Roma al papa Urbano II, pero murió en 1090 antes de que un papa decidiera el asunto.
Tristemente para Bratislao, sus mejores años estuvieron ocupados por querellas dinásticas. Cuando su hermano Otón murió en 1086, dio Olomouc a su hijo Boleslao, lo que se vio como un acto contra los intereses de Conrado. Bratislao reunió un ejército contra Conrado y lo envió bajo el mando de su otro hijo Bretislao. Este hijo le traicionó. Bratislao, manteniendo la costumbre bohemia, designó un heredero: Conrado. Así reconciliados, los dos atacaron a Bretislao, que huyó a Hungría.
Bratislao murió de una herida que se hizo cazando el 14 de enero de 1092 después de un reinado de treinta años. Fue enterrado en la iglesia de San Pedro y San Pablo de Vyšehrad.

## Legado
Bratislao frecuentemente se encontró en conflicto con su hermano el obispo Jaromir de Praga y buscó disminuir la importancia del obispo de Praga en los asuntos internos de Bohemia. Entre las acciones que emprendió estuvo el restablecimiento del Obispado de Olomouc en 1063 y la creación del Capítulo de Vyšehrad en 1070. El último estuvo ricamente dotado independientemente del obispo de Praga, sujeto en lugar de ello a la Santa Sede directamente. Su éxito en menoscabar el poder del obispo de Praga ayudó a fortalecer la corona bohemia y permitió a gobernantes posteriores gobernar un estado más unificado. Su política hacia el Sacro Imperio Romano Germánico sentó un ejemplo que sería seguido en el siglo XII y con el tiempo llevó a la definitiva elevación de Bohemia al estatus de reino a comienzos del siglo XIII. Las alianzas matrimoniales que fue capaz de cerrar con destacadas princesas extranjeras reflejan la posición en ascenso de los přemyslidas entre dinastías europeas. En contraste, el padre de Bratislao, Bretislao en 1019 tuvo que raptar a su esposa, la noble menor Judit de Schweinfurt, para asegurarse una consorte adecuada. Su sucesor siguió cultivando los lazos dinásticos con notables cortes en el centro y el este de Europa.

## Matrimonios y descendencia
Bratislao se casó tres veces. Su primera mujer María murió en un parto prematuro. Se casó por segunda vez en 1057 con Adelaida, hija de Andrés I de Hungría, quien murió en 1061. Tuvieron cuatro hijos:
- Bratislao (-1061)
- Judit (1056/58-1086), que se casó con Vladislao I Herman, hijo de Casimiro I de Polonia
- Ludmila (-después de  1100)
- Bretislao II de Bohemia (h. 1060–22 de diciembre de 1100), duque de Bohemia

En 1062, Bratislao se casó por tercera vez, con Sviatoslava de Polonia, una hija de Casimiro I de Polonia. Tuvieron cinco hijos:
- Boleslao (-1091)[7]
- Bořivoj II de Bohemia (h. 1064-2 de febrero de 1124), duque de Bohemia[7]
- Ladislao I de Bohemia (-12 de abril de 1125), duque de Bohemia[7]
- Sobeslao I de Bohemia (-14 de febrero de 1140), duque de Bohemia[7]
- Judit (h. 1066-9 de diciembre de 1108), casada con Wiprecht de Groitzsch

## Antepasados
|  |                             |  |  |  |  |  |  |  |  |  |  |  |  |  |  |  |
|  | 16. Boleslao I de Bohemia   |  |  |  |  |  |  |  |  |  |  |  |  |  |  |  |
|  |                             |  |  |  |  |  |  |  |  |  |  |  |  |  |  |  |
|  |                             |  |  |  |  |  |  |  |  |  |  |  |  |  |  |  |
|  | 8. Boleslao II de Bohemia   |  |  |  |  |  |  |  |  |  |  |  |  |  |  |  |
|  |                             |  |  |  |  |  |  |  |  |  |  |  |  |  |  |  |
|  |                             |  |  |  |  |  |  |  |  |  |  |  |  |  |  |  |
|  | 17. Biagota (?)             |  |  |  |  |  |  |  |  |  |  |  |  |  |  |  |
|  |                             |  |  |  |  |  |  |  |  |  |  |  |  |  |  |  |
|  |                             |  |  |  |  |  |  |  |  |  |  |  |  |  |  |  |
|  | 4. Oldřich de Bohemia       |  |  |  |  |  |  |  |  |  |  |  |  |  |  |  |
|  |                             |  |  |  |  |  |  |  |  |  |  |  |  |  |  |  |
|  |                             |  |  |  |  |  |  |  |  |  |  |  |  |  |  |  |
|  | 9. Adiva o Emma de Mělník   |  |  |  |  |  |  |  |  |  |  |  |  |  |  |  |
|  |                             |  |  |  |  |  |  |  |  |  |  |  |  |  |  |  |
|  |                             |  |  |  |  |  |  |  |  |  |  |  |  |  |  |  |
|  | 2. Bretislao I de Bohemia   |  |  |  |  |  |  |  |  |  |  |  |  |  |  |  |
|  |                             |  |  |  |  |  |  |  |  |  |  |  |  |  |  |  |
|  |                             |  |  |  |  |  |  |  |  |  |  |  |  |  |  |  |
|  | 10. Křesina                 |  |  |  |  |  |  |  |  |  |  |  |  |  |  |  |
|  |                             |  |  |  |  |  |  |  |  |  |  |  |  |  |  |  |
|  |                             |  |  |  |  |  |  |  |  |  |  |  |  |  |  |  |
|  | 5. Božena                   |  |  |  |  |  |  |  |  |  |  |  |  |  |  |  |
|  |                             |  |  |  |  |  |  |  |  |  |  |  |  |  |  |  |
|  |                             |  |  |  |  |  |  |  |  |  |  |  |  |  |  |  |
|  | 1. Bratislao II de Bohemia  |  |  |  |  |  |  |  |  |  |  |  |  |  |  |  |
|  |                             |  |  |  |  |  |  |  |  |  |  |  |  |  |  |  |
|  |                             |  |  |  |  |  |  |  |  |  |  |  |  |  |  |  |
|  | 12. Bertoldo de Schweinfurt |  |  |  |  |  |  |  |  |  |  |  |  |  |  |  |
|  |                             |  |  |  |  |  |  |  |  |  |  |  |  |  |  |  |
|  |                             |  |  |  |  |  |  |  |  |  |  |  |  |  |  |  |
|  | 6. Enrique de Schweinfurt   |  |  |  |  |  |  |  |  |  |  |  |  |  |  |  |
|  |                             |  |  |  |  |  |  |  |  |  |  |  |  |  |  |  |
|  |                             |  |  |  |  |  |  |  |  |  |  |  |  |  |  |  |
|  | 13. Eilika de Walbeck       |  |  |  |  |  |  |  |  |  |  |  |  |  |  |  |
|  |                             |  |  |  |  |  |  |  |  |  |  |  |  |  |  |  |
|  |                             |  |  |  |  |  |  |  |  |  |  |  |  |  |  |  |
|  | 3. Judit de Schweinfurt     |  |  |  |  |  |  |  |  |  |  |  |  |  |  |  |
|  |                             |  |  |  |  |  |  |  |  |  |  |  |  |  |  |  |
|  |                             |  |  |  |  |  |  |  |  |  |  |  |  |  |  |  |
|  | 14. Otón II de Henneberg    |  |  |  |  |  |  |  |  |  |  |  |  |  |  |  |
|  |                             |  |  |  |  |  |  |  |  |  |  |  |  |  |  |  |
|  |                             |  |  |  |  |  |  |  |  |  |  |  |  |  |  |  |
|  | 7. Gerberga de Henneberg    |  |  |  |  |  |  |  |  |  |  |  |  |  |  |  |
|  |                             |  |  |  |  |  |  |  |  |  |  |  |  |  |  |  |
|  |                             |  |  |  |  |  |  |  |  |  |  |  |  |  |  |  |

## Literatura
- Vratislav Vaníček: Vratislav II. (I.). První český král. Vyšehrad 2004, ISBN 80-7021-655-7
- Hans Patze: Die Pegauer Annalen, die Königserhebung Wratislaws v. Böhmen und die Anfänge der Stadt Pegau. JGMODtl 12, 1963, 1-62
- Percy Ernst Schramm: Böhmen und das Regnum: Die Verleihung der Königswürde an die Herzöge von Böhmen (1085/86,1158,1198/1203) (Adel und Kirche. G. Tellenbach z. 65. Geb. Hrsg. J. Fleckenstein-K. Schmid, 1968), 346-364.